# 카르피노네
카르피노네(이탈리아어: Carpinone)는 이탈리아 몰리세주 이세르니아도의 코무네다. 캄포바소로부터 서쪽 30km 이세르니아 동쪽 7km 거리에 있다.